# Leon Lichociński
Leon Lichociński (ur. 1 kwietnia 1906 w Górze pod Żninem, zm. 29 lipca 1992 w Wenecji koło Żnina) – kolejarz, wieloletni pracownik Żnińskiej Kolei Powiatowej, a następnie, po przejściu na emeryturę przewodnik po Muzeum Kolei Wąskotorowej w Wenecji.

## Życiorys
Urodził się 1 kwietnia 1906 roku w Górze pod Żninem jako najmłodszy z siedmiu synów. Pracę na kolei rozpoczął w 1922 roku mając 16 lat. Przeszedł wszystkie szczeble kariery zawodowej pracując m.in. jako dyżurny ruchu, konduktor i kierownik pociągu. Na emeryturę przeszedł w roku 1966 angażując się jednocześnie w ideę utworzenia muzeum w Wenecji, którą udało się przy jego znaczącym udziale zrealizować w październiku 1972 kiedy to Muzeum rozpoczęło swoją działalność. Przez niespełna 20 lat aż do swojej śmierci był przewodnikiem w Muzeum, szybko stając się jego symbolem i zarazem atrakcją. Znany był przede wszystkim z humorystycznych anegdot o kolei i Wenecji opowiadanych gwarą pałucką. Oprowadził kilkaset tysięcy turystów z kraju i zagranicy (znał biegle język niemiecki). Zmarł w muzeum oczekując na kolejną grupę turystów.
Został pochowany na cmentarzu w Górze.
Za szczególne zasługi w rozwoju województwa bydgoskiego został odznaczony Krzyżem Kawalerskim Orderu Odrodzenia Polski.

## Upamiętnienie
Od 2002 roku imię „Leon” na cześć Leona Lichocińskiego nosi jedyny egzemplarz parowozu serii Px38 (Px38-805).
Od września 2017 roku rondo położone w Żninie niedaleko stacji Żnin Wąskotorowy, u zbiegu ulic 700-lecia, Dworcowej, Gnieźnieńskiej i Klemensa Janickiego nosi nazwę „Rondo Leona Lichocińskiego”.
29 lipca 2022 r. odbyła się promocja pierwszej i jak dotąd jedynej biografii poświęconej Leonowi Lichocińskiemu autorstwa Barbary Filipiak pt. "Leon Lichociński. Książę Pałuckich Przewodników". Jej wydawcą jest Miejska i Powiatowa Biblioteka Publiczna w Żninie (ISBN 978-83-937750-9-5)